# 53. ročník udílení Filmových cen Britské akademie
53. ročník udílení Filmových cen Britské akademie se konal 9. dubna 2000.Ocenění se předávalo nejlepším filmům a dokumentům britským i mezinárodním, které se promítaly v britských kinech v roce 1999.

## Vítězové a nominovaní
Tučně jsou označeni vítězové.
| Nejlepší film | Nejlepší režisér |
| --- | --- |
| Americká krása - Východ je východ - Hranice lásky - Šestý smysl - Talentovaný pan Ripley                                                                                               | Pedro Almodóvar – Vše o mé matce - Neil Jordan – Hranice lásky - Sam Mendes – Americká krása - Anthony Minghella – Talentovaný pan Ripley - M. Night Shyamalan – Šestý smysl        |
| Nejlepší herec v hlavní role | Nejlepší herečka v hlavní roli |
| Kevin Spacey – Americká krása - Jim Broadbent – Páté přes deváté - Russell Crowe – Insider: Muž, který věděl příliš mnoho - Ralph Fiennes – Hranice lásky - Om Puri – Východ je východ | Annette Bening – Americká krása - Linda Bassett – Východ je východ - Julianne Moore – Hranice lásky - Emily Watson – Andělin popel                                                  |
| Nejlepší herec ve vedlejší roli | Nejlepší herečka ve vedlejší roli |
| Jude Law – Talentovaný pan Ripley - Wes Bentley – Americká krása - Michael Caine – Pravidla moštárny - Rhys Ifans – Notting Hill - Timothy Spall – Páté přes deváté                    | Maggie Smith – Čaj s Mussolinim - Thora Birchová – Americká krása - Cate Blanchett – Talentovaný pan Ripley - Cameron Diaz – V kůži Johna Malkoviche - Mena Suvari - Americká krása |
| Nejlepší původní scénář | Nejlepší adaptovaný scénář |
| V kůži Johna Malkoviche – Charlie Kaufman - Americká krása – Alan Ball - Šestý smysl - M. Night Shyamalan - Vše o mé matce – Pedro Almodóvar - Páté přes deváté – Mike Leigh           | Hranice lásky – Neil Jordan - Východ je východ – Ayub Khan-Din - Ideální manžel – Oliver Parker - Talentovaný pan Ripley – Anthony Minghella                                        |
| Nejlepší kamera | Nejlepší britský film |
| Americká krása - Andělin popel - Hranice lásky - Matrix - Talentovaný pan Ripley | Východ je východ - Notting Hill - Oněgin - Chytač krys - Páté přes deváté - V zemi divů                                                                                             |
| Nejlepší původní hudba | Nejlepší zvuk |
| Americká krása – Thomas Newman - Buena Vista Social Club – Ry Cooder a Nick Gold - Hranice lásky – Michael Nyman - Talentovaný pan Ripley – Gabriel Yared                              | Matrix - Americká krása - Buena Vista Social Club - Star Wars: Epizoda I – Skrytá hrozba                                                                                            |
| Nejlepší výprava | Nejlepší speciální efekty |
| Ospalá díra - Americká krása - Andělin popel - Hranice lásky - Matrix | Matrix - Život brouka - Mumie - Ospalá díra - Star Wars: Epizoda I – Skrytá hrozba                                                                                                  |
| Nejlepší kostýmy | Nejlepší masky |
| Ospalá díra - Hranice lásky - Ideální manžel - Čaj s Mussolinim | Páté přes deváté - Americká krása - Hranice lásky - Ideální manžel |
| Nejlepší střih | Nejlepší cizojazyčný film |
| Americká krása - V kůži Johna Malkoviche - Matrix - Šestý smysl | Vše o mé matce - Buena Vista Social Club - Rodinná oslava - Lola běží o život |